# Adorf/Vogtl.
Adorf/Vogtl. is een Duitse gemeente en plaats in de Duitse deelstaat Saksen, en maakt deel uit van de Vogtlandkreis.
Adorf/Vogtl. telt 4.841 inwoners.
Adorf is de geboorteplaats van de Duitse componist en organist Johann Kaspar Kerll (1627-1693).

## Kernen

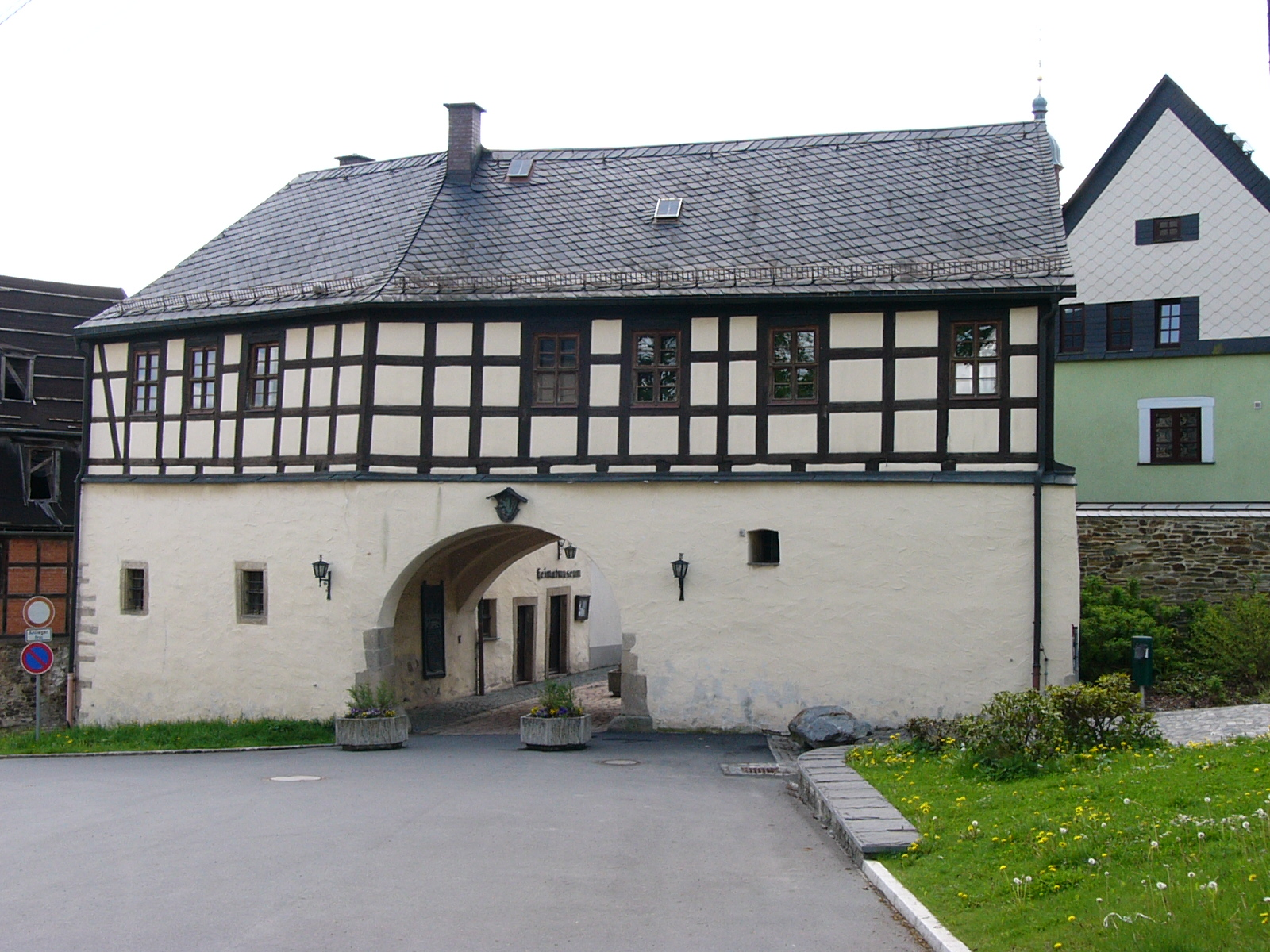
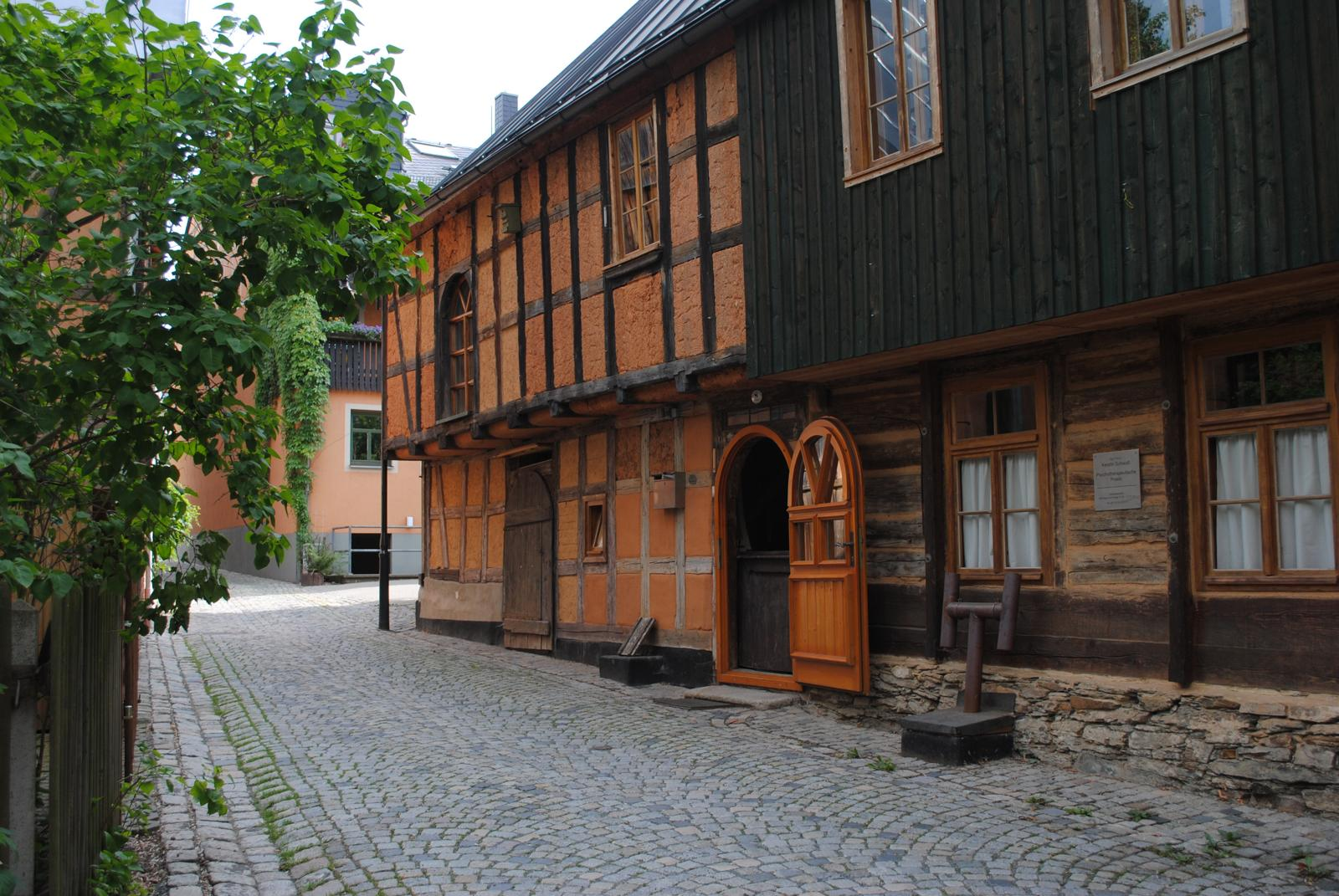
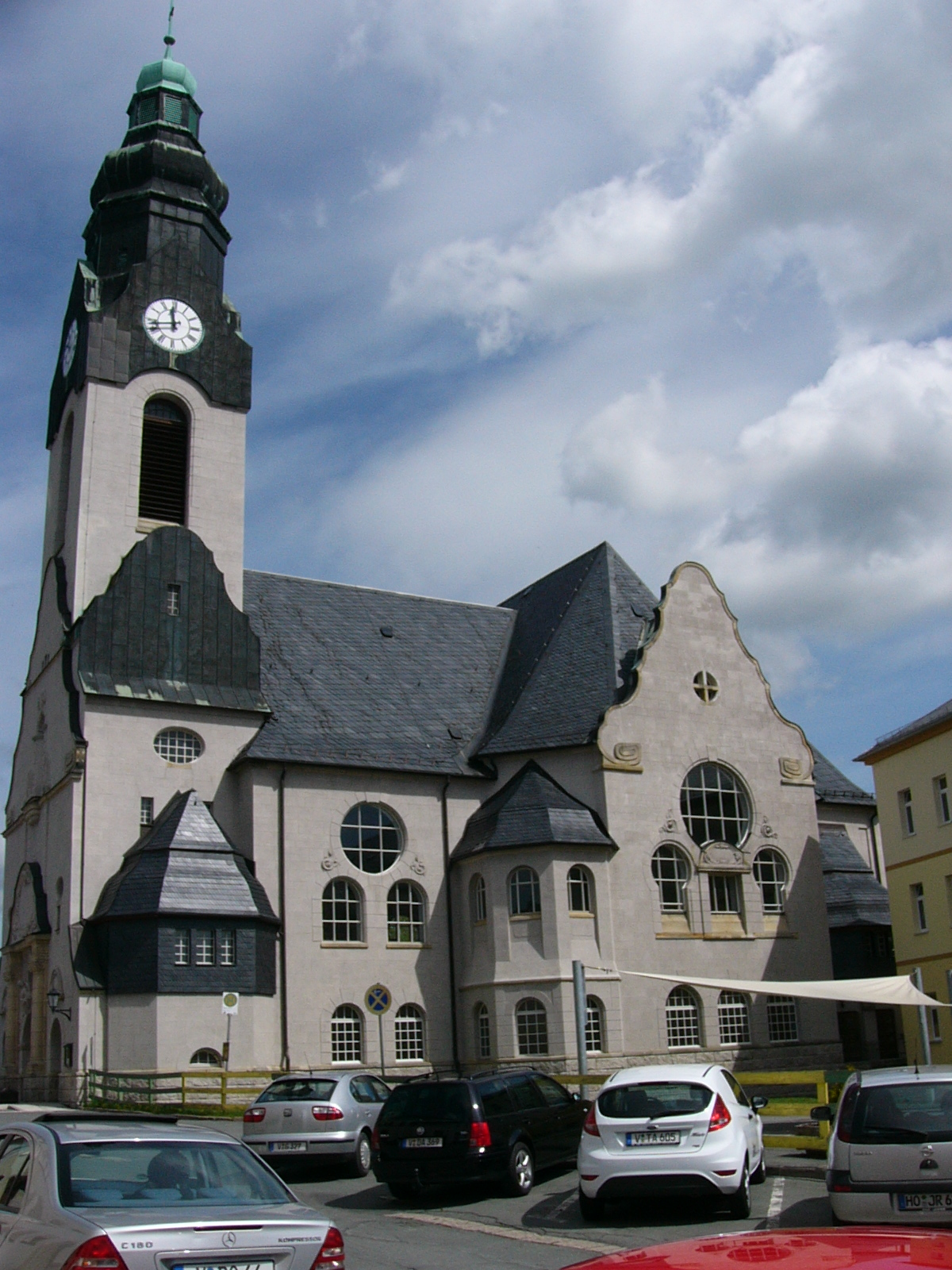
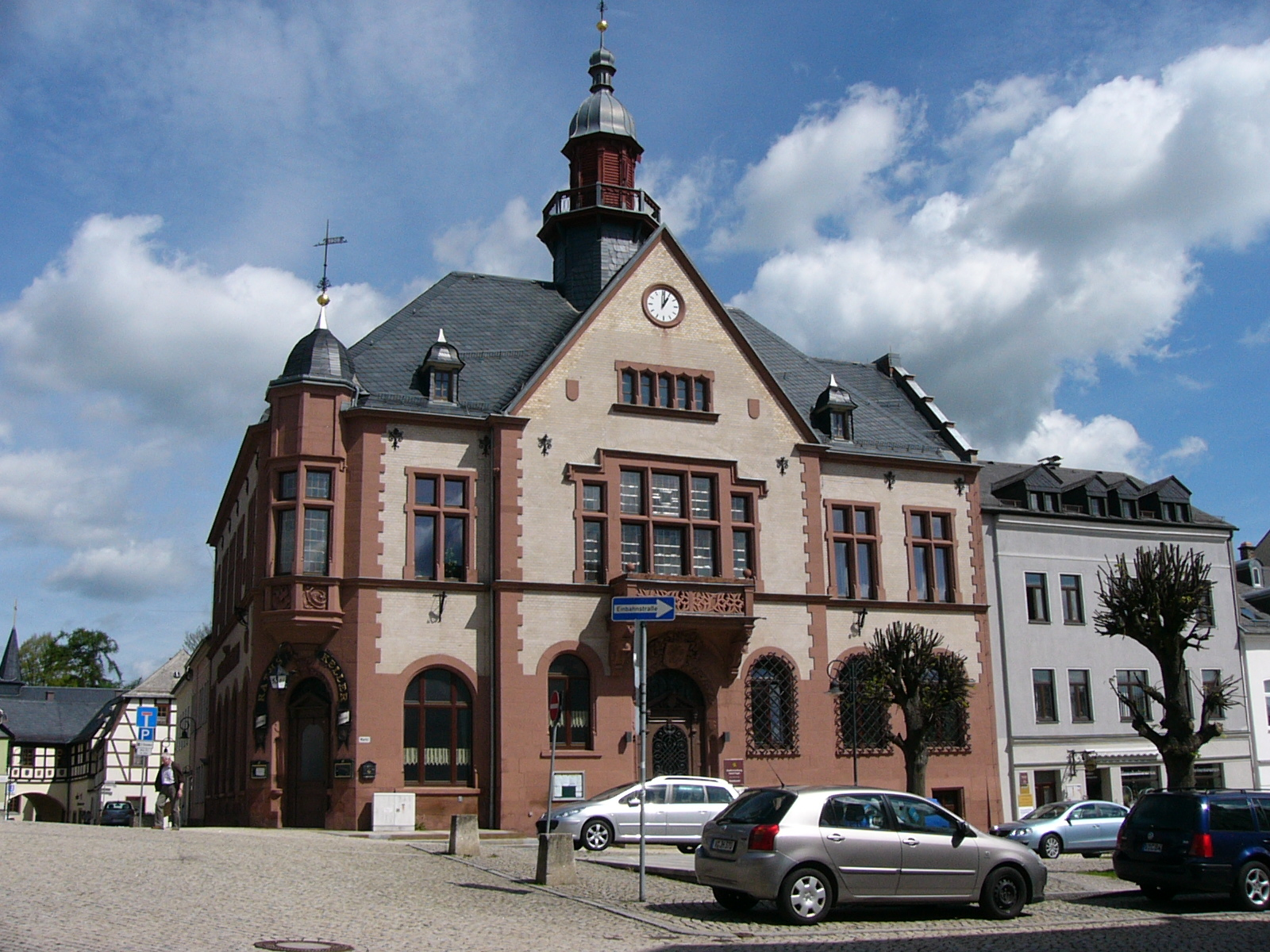
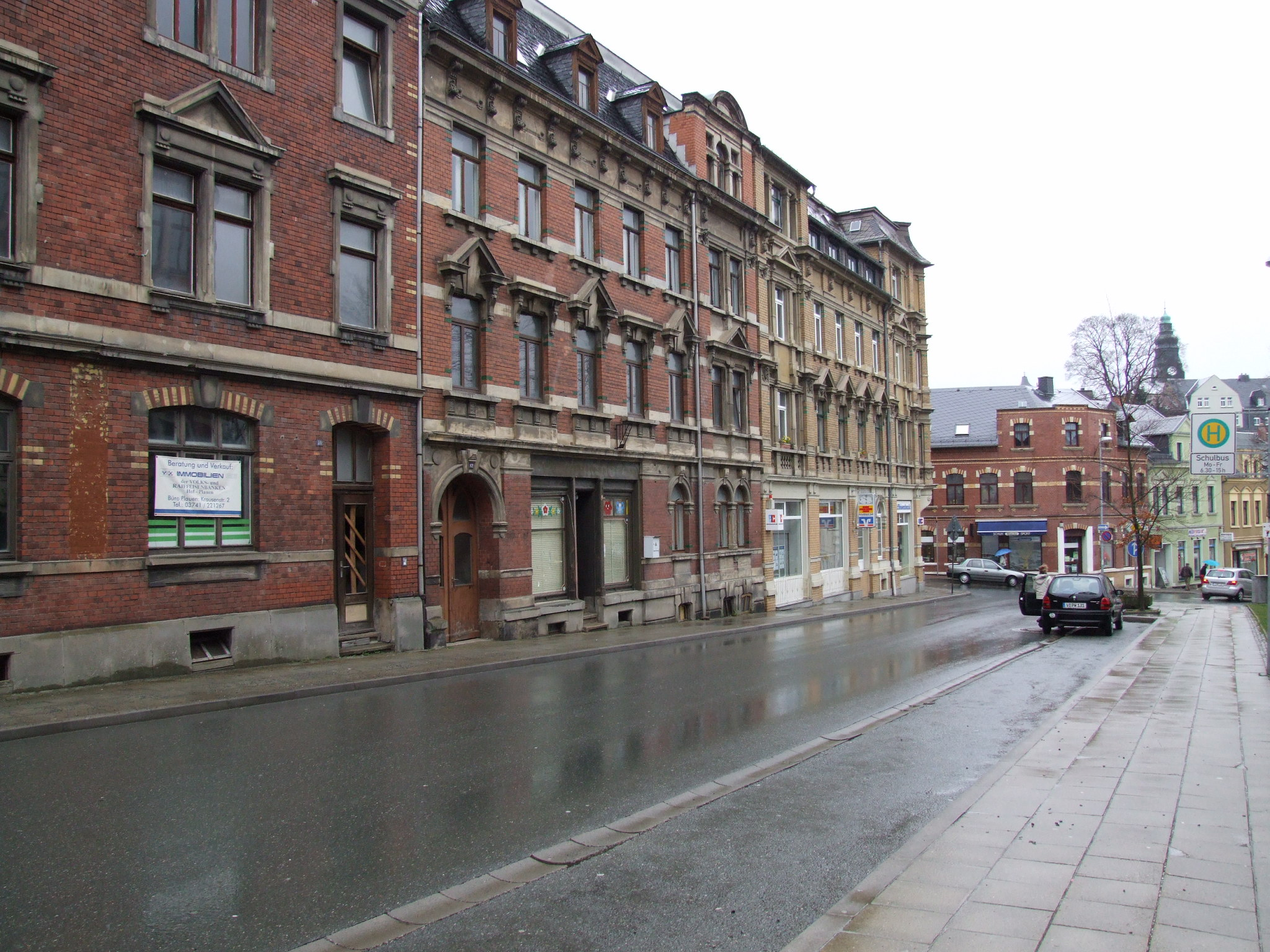
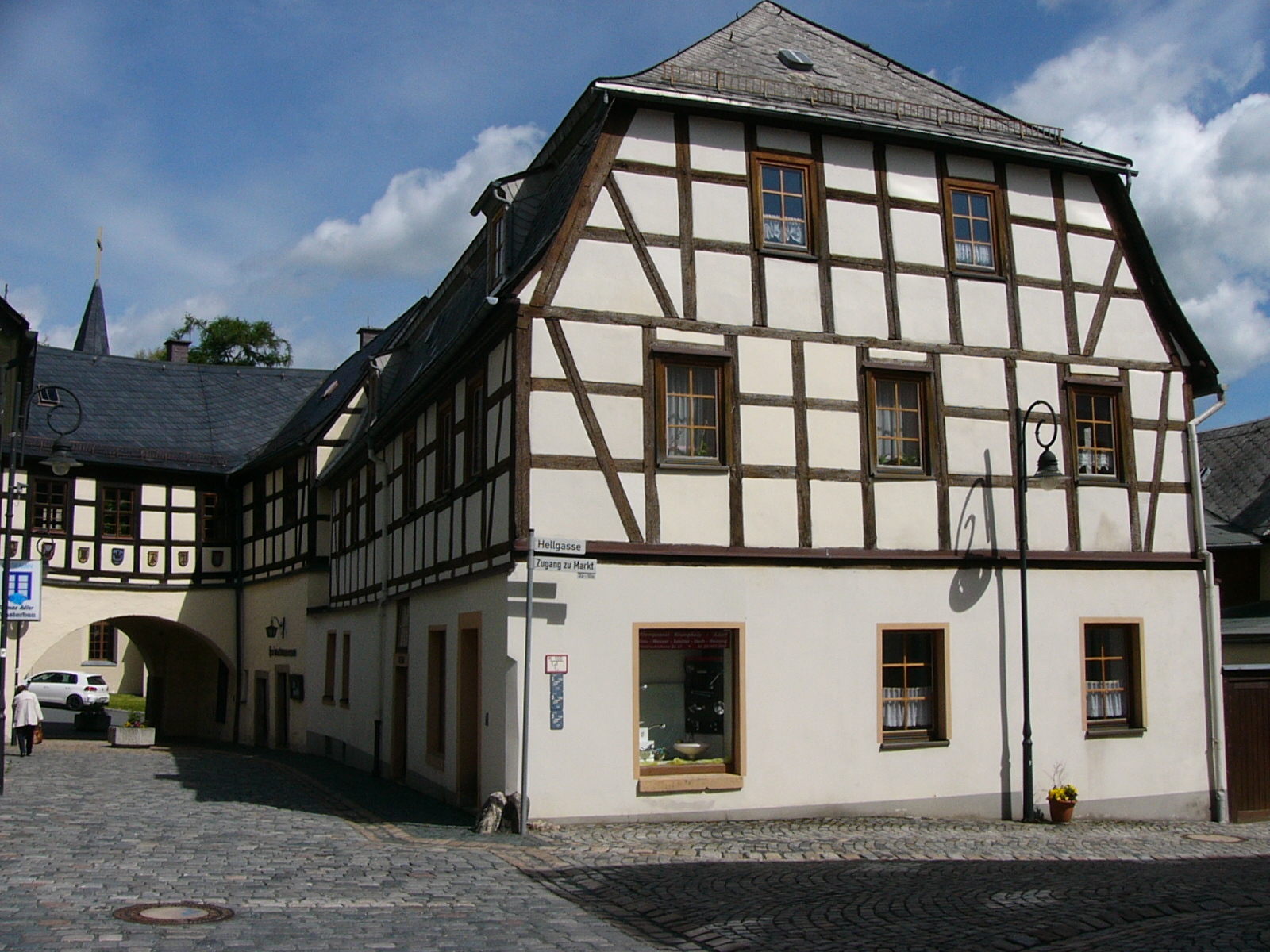

Kernen in de gemeente:
- Arnsgrün
- Gettengrün
- Remtengrün
- Leubetha
- Sorge
- Jugelsburg
- Rebersreuth
- Freiberg

Adorf ·
Auerbach ·
Bad Brambach ·
Bad Elster ·
Bergen ·
Bösenbrunn ·
Eichigt ·
Ellefeld ·
Elsterberg ·
Falkenstein ·
Grünbach ·
Heinsdorfergrund ·
Klingenthal ·
Lengenfeld ·
Limbach ·
Markneukirchen ·
Mühlental ·
Mühltroff ·
Muldenhammer ·
Netzschkau ·
Neuensalz ·
Neumark ·
Neustadt/Vogtl. ·
Oelsnitz ·
Pausa-Mühltroff ·
Plauen ·
Pöhl ·
Reichenbach im Vogtland ·
Rodewisch ·
Rosenbach/Vogtl. ·
Schöneck/Vogtl. ·
Steinberg ·
Theuma ·
Tirpersdorf ·
Treuen ·
Triebel/Vogtl. ·
Weischlitz ·
Werda ·
Zwota